# 弘南バス大鰐車庫
弘南バス大鰐車庫（こうなんバスおおわにしゃこ）は、青森県南津軽郡大鰐町の国道7号沿いにあった弘南バスの営業所である。
当初は車両・乗務員の配置があったが、その後無人化されバス待機所となり、大鰐町内線廃止後はバス折返し場として使用していたが、2018年現在は建物が解体、更地となっている。

## 沿革
- 1937年4月17日 - 大鰐車庫を開設。
- 1956年4月 - 機構改革により、大鰐案内所（弘前営業所所管）となる。
- 1966年12月 - 大鰐案内所を改築。 黒石営業所の所管に変更。
- 199x年 - 弘南サービスに移管、弘南サービス 大鰐営業所に改組。
  - 「黒石 - 大鰐・相乗線」が共管先の黒石営業所より移管され、黒石営業所 - 黒石駅前間と大鰐南団地前 - 相乗間を廃止して、大鰐営業所の単独所管路線となる。
- 2005年4月1日 - 大鰐待合所を廃止。
- 2006年4月1日 - 弘南バスに移管、弘前営業所 大鰐車庫に改組。
- 2007年
  - 4月1日 - 大鰐町からの補助金削減に伴い、「大鰐 - 黒石線」を除く町内4路線を大幅減便。
  - 5月10日 - 「大鰐スキー場線」を廃止。
- 2008年4月1日 - 「大鰐 - 黒石線」を廃止。
- 2009年4月1日 - 車両配置の廃止に伴い、所管路線を移管し、出札窓口の営業時間を短縮する。
  - 大鰐車庫 ⇒ 弘前営業所
    - 居土・高野新田線
    - 早瀬野・島田線
    - 駒の台線
    - 薬師堂北口 - 弘前線
    - 平川市循環バス

  - 大鰐車庫 ⇒ 黒石営業所
    - 黒石 - 温川線
- 2010年4月1日 - 無人化（閉鎖）。
- 2015年12月1日 - 廃止。